# Congresso FIFA
Il Congresso FIFA è il supremo organo legislativo della Fédération Internationale de Football Association, comunemente conosciuta con l'acronimo FIFA. La FIFA è la federazione internazionale che governa gli sport del calcio, del calcio a 5 e del beach soccer.
Il congresso può essere ordinario o straordinario. Il congresso ordinario si riunisce ogni anno, mentre un congresso straordinario può essere convocato dal Consiglio FIFA in qualsiasi momento, con l'appoggio di un quinto dei membri della FIFA.
Ciascuno dei 211 membri della FIFA gode del diritto di voto durante il congresso. I membri della FIFA possono avanzare candidature per ospitare la Coppa del mondo FIFA e per la presidenza FIFA. L'elezione del presidente FIFA e la scelta della nazione ospitante della Coppa del mondo avvengono durante il congresso dell'anno seguente.

## Storia
Il congresso si tiene ogni anno dal 1998 (fino ad allora si teneva ogni due anni). Nei due periodi 1915-1922 e 1939-1945 il congresso non si riunì a causa della prima e seconda guerra mondiale.
Le elezioni presidenziali FIFA si sono tenute durante il 1º, 3º, 12º, 29º, 30º, 39º, 51º, 53º, 61º e 65º congresso.
Nel 1961, durante un congresso straordinario tenutosi a Londra, è stato eletto presidente Stanley Rous.
Durante il congresso straordinario di Zurigo del 26 febbraio 2016, Gianni Infantino è stato eletto presidente FIFA.
Soltanto in cinque occasioni ci sono stati due o più candidati: nel 1974 (39°), nel 1998 (51°), nel 2002 (53°), nel 2015 (65°) e durante il congresso straordinario del 2016.

## Lista dei congressi
Congresso in cui si è votato per eleggere il presidente
     Congresso straordinario
     Congresso in cui si è votato per la scelta della nazione ospitante il Mondiale
     Congresso in cui si è votato per la scelta della nazione ospitante il Mondiale femminile
| Edizione | Anno    | Città ospitante    | Membri partecipanti |
| -------- | ------- | ------------------ | ------------------- |
| 1°       | 1904    | Parigi             | 5                   |
| 2°       | 1905    | Parigi             | 5                   |
| 3°       | 1906    | Berna              | 7                   |
| 4°       | 1907    | Amsterdam          | 12                  |
| 5°       | 1908    | Vienna             | 16                  |
| *        | 1908    | Bruxelles          | 7                   |
| 6°       | 1909    | Budapest           | 13                  |
| 7°       | 1910    | Milano             | 12                  |
| 8°       | 1911    | Dresda             | 11                  |
| 9°       | 1912    | Stoccolma          | 17                  |
| 10°      | 1913    | Copenaghen         | 12                  |
| 11°      | 1914    | Christiania (Oslo) | 17                  |
| 12°      | 1923    | Ginevra            | 17                  |
| 13°      | 1924    | Parigi             | 27                  |
| 14°      | 1925    | Praga              | 22                  |
| 15°      | 1926    | Roma               | 23                  |
| 16°      | 1927    | Helsinki           | 21                  |
| 17°      | 1928    | Amsterdam          | 29                  |
| 18°      | 1929    | Barcellona         | 23                  |
| 19°      | 1930    | Budapest           | 27                  |
| 20°      | 1931    | Berlino            | 25                  |
| 21°      | 1932    | Stoccolma          | 29                  |
| 22°      | 1934    | Roma               | 27                  |
| 23°      | 1936    | Berlino            | 37                  |
| 24°      | 1938    | Parigi             | 30                  |
| 25°      | 1946    | Lussemburgo        | 34                  |
| 26°      | 1948    | Londra             | 48                  |
| 27°      | 1950    | Rio de Janeiro     | 35                  |
| 28°      | 1952    | Helsinki           | 56                  |
| *        | 1953    | Parigi             | 48                  |
| 29°      | 1954    | Berna              | 52                  |
| 30°      | 1956    | Lisbona            | 57                  |
| 31°      | 1958    | Stoccolma          | 62                  |
| 32°      | 1960    | Roma               | 69                  |
| *        | 1961    | Londra             | 67                  |
| 33°      | 1962    | Santiago           | 59                  |
| 34°      | 1964    | Tokyo              | 99                  |
| 35°      | 1966    | Londra             | 94                  |
| 36°      | 1968    | Guadalajara        | 78                  |
| 37°      | 1970    | Città del Messico  | 86                  |
| 38°      | 1972    | Parigi             | 102                 |
| 39°      | 1974    | Francoforte        | 122                 |
| 40°      | 1976    | Montréal           | 108                 |
| 41°      | 1978    | Buenos Aires       | 107                 |
| 42°      | 1980    | Zurigo             | 103                 |
| 43°      | 1982    | Madrid             | 127                 |
| 44°      | 1984    | Zurigo             | 112                 |
| 45°      | 1986    | Città del Messico  | 111                 |
| 46°      | 1988    | Zurigo             | 111                 |
| 47°      | 1990    | Roma               | 130                 |
| 48°      | 1992    | Zurigo             | 118                 |
| 49°      | 1994    | Chicago            | 164                 |
| 50°      | 1996    | Zurigo             | 182                 |
| 51°      | 1998    | Parigi             | 196                 |
| *        | 1999    | Los Angeles        | 195                 |
| 52°      | 2000    | Zurigo             | 200                 |
| *        | 2001    | Buenos Aires       | 202                 |
| *        | 2002    | Seoul              | 202                 |
| 53°      | 2002    | Seoul              | 202                 |
| *        | 2003    | Doha               | 204                 |
| 54°      | 2004    | Parigi             | 203                 |
| 55°      | 2005    | Marrakech          | 203                 |
| 56°      | 2006    | Monaco             | 207                 |
| 57°      | 2007    | Zurigo             | 206                 |
| 58°      | 2008    | Sydney             | 200                 |
| 59°      | 2009    | Nassau             | 205                 |
| 60°      | 2010    | Johannesburg       | 207                 |
| 61°      | 2011    | Zurigo             | 208                 |
| 62°      | 2012    | Budapest           | 209                 |
| 63°      | 2013    | Mauritius          | 208                 |
| 64°      | 2014    | San Paolo          | 209                 |
| 65°      | 2015    | Zurigo             | 210                 |
| *        | 2016    | Zurigo             | 207                 |
| 66°      | 2016    | Città del Messico  | 209                 |
| 67°      | 2017    | Manama             | 211                 |
| 68°      | 2018    | Mosca              | 210                 |
| 69°      | 2019    | Parigi             | 211                 |
| 70°      | 2020    | Congresso online   | 211                 |
| 71°      | 2021    | Congresso online   | 211                 |
| 72°      | 2022    | Doha               | 210                 |
| 73°      | 2023    | Kigali             | 208                 |
| 74°      | 2024    | Bangkok            | TBC                 |
| *        | Q4 2024 | Zurigo             | TBC                 |
| 75°      | 2025    | Mumbai             | TBC                 |

## Congressi straordinari
In totale sono otto i congressi straordinari convocati finora: nel 1908 (Bruxelles), nel 1953 (Parigi), nel 1961 (Londra), nel 1999 (Los Angeles), nel 2001 (Buenos Aires), nel 2002 (Seoul), nel 2003 (Doha), e nel 2016 (Zurigo). Durante il congresso straordinario del 2016, il presidente uscente Sepp Blatter sarebbe dovuto rimanere in carica fino all'elezione del suo successore. Tuttavia, a causa della sua sospensione, è stato sostituito da Issa Hayatou.